# Закон про прозорість іноземного впливу
Закон Грузії «Про прозорість іноземного впливу» (також «Закон про іноагентів») — два скандально відомих закони, один з яких був відхилений 9 березня 2023 року, а інший прийнятий 28 травня 2024 року на тлі масових протестів проти їх запровадження. Прихильники законів вважають їх схожими на американський закон FARA, тоді як противники заявляють, що вони копіюють російський закон про іноагентів.

## Суть закону
Законопроєкт вводить обов'язок реєстрації як «агентів іноземного впливу» для ЗМІ, неурядових організацій та інших некомерційних організацій, понад 20 відсотків річного доходу яких отримані з іноземних джерел, розширював наглядові повноваження Міністерства юстиції над «іноагентами» та запроваджував жорсткі штрафи за порушення вимог даного закону. Де-факто закон є аналогічним відповідному закону Росії про іноагентів.
Згідно із законом, неурядові організації та незалежні ЗМІ, які отримують понад 20 % фінансування з-за кордону, мають реєструватися як агенти іноземного впливу в реєстрі «організацій, що представляють інтереси іноземної держави» в Національному агентстві державного реєстру Міністерства юстиції Грузії. «Іноземна влада» визначалася за чотирма критеріями: суб'єкт, що входить до складу уряду іноземної держави, особа (фізична особа), яка не є громадянином Грузії, організація, не створена відповідно до законодавства Грузії, така організаційне утворення (фонд, асоціація, корпорація, спілка) або об'єднання, засноване на праві іноземної держави та/або міжнародному праві. Організація, джерелом понад 20 % річного доходу якої є «іноземна держава», є «носієм інтересів іноземної держави».

## Історія

### Законопроєкт від фракції «Сила народу» 2023 року
14 лютого грузинська проросійська фракція «Сила народу» подала на розгляд законопроєкт «Про прозорість іноземного впливу», 20 лютого парламент Грузії зареєстрував його розгляд. Спочатку законопроєкт викликав бурхливі дискусії та бойкот з боку опозиції, яка називала його «авторитарним» та аналогом російського закону, а пізніше переріс в антиросійські протести у Тбілісі 6-10 березня 2023 року та зіткнення з поліцією.
7 березня парламент більшістю голосів (76 «за», 13 «проти», 4 «утрималися», 57 відсутні чи не голосували) ухвалив у першому читанні законопроєкт, проте вже 9 березня урядуща партія Грузії оголосила про його відкликання.

### Законопроєкт від фракції «Грузинська мрія» 2024 року
8 квітня парламент Грузії зареєстрував законопроєкт, який 3 квітня представила фракція «Грузинська мрія», подібний до торік ініційованого, та в якому термін «агент іноземного впливу» замінено на «носій інтересів іноземної держави».
Документ був розглянутий й прийнятий парламентом за процедурою трьох читань: 17 квітня (83 «за», 0 «проти»), 1 травня (83 «за», 23 «проти»), 14 травня (84 «за», 30 «проти»), та направлений на підпис президентові Грузії Саломе Зурабішвілі, яка 18 травня повернула його до парламенту з пропозицією внести до законодавчого акту статтю, згідно з якою закон припиняв діяти через добу після набрання ним чинності.
28 травня парламент Грузії відхилив президентське вето й остаточно ухвалив закон без змін, зібравши просту кваліфіковану більшість голосів (84 «за», 4 «проти»).
3 червня закон підписав, після повторної відмови глави держави, спікер парламенту Шалва Нателашвілі, а 6 червня документ опубліковано на сайті «Законодавчий вісник Грузії» та загалом набув чинності через 60 днів.
Законопроєкт, як і його попередня редакція, зобов'язує організації, які представляють іноземні інтереси, публічно розголошувати інформацію про джерела своїх коштів, але не накладає жодних обмежень на їхню діяльність. Згідно з законом Мін'юст і Мінфін Грузії отримали право без суду вимагати інформацію та проводити діяльність згідно з системою «доносів», впроваджуючи на свій розсуд штрафи стосовно організацій.
Ухвалення закону супроводжувалося численними протестами та сутичками з поліцією. Напередодні третього читання, 13 травня, комітет з правових питань парламенту Грузії за 67 секунд розглянув редакційні поправки до закону за відсутності представників опозиції, яких протестувальники деякий час не пускали до будівлі парламенту, через що ті запізнилися на засідання.
У липні 2024 року процес вступу Грузії до ЄС було призупинено через прийняття парламентом даного закону.
У травні 2025 року закон почав діяти, Єврокомісія засудила цей документ і заявила, що зупиняє процес вступу країни до ЄС.

## Реакція

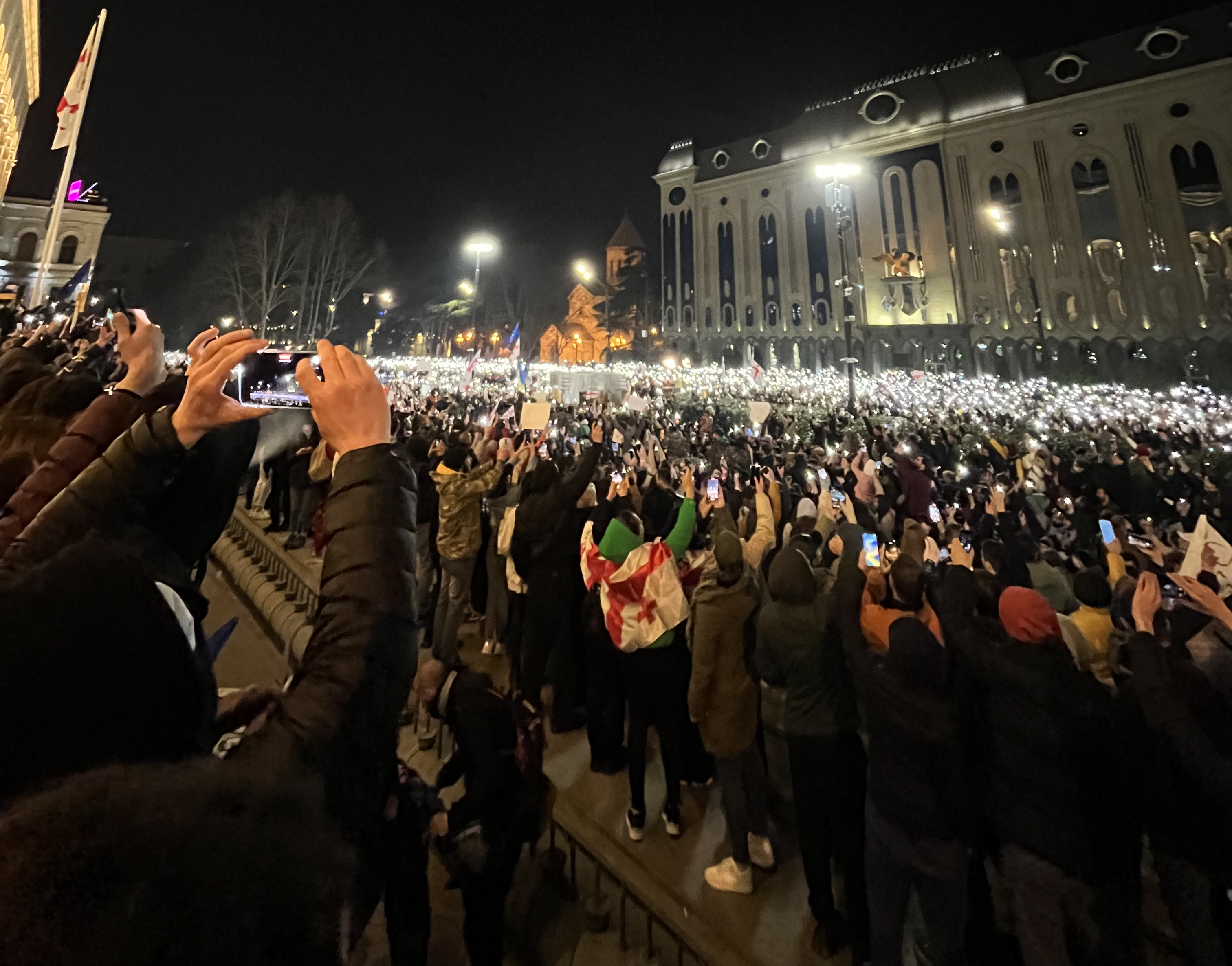
Протести в Тбілісі через спроби прийняття закону, 8 березня 2023 року

### Грузія
З березня 2023 року по всій території Грузії почалися масові протести проти ухвалення закону. Президент країни Саломе Зурабішвілі наклала вето на закон, яке врешті скасував парламент.

### США
Спершу Конгрес США планував запропонувати Грузії фінансову підтримку в обмін на відмову від закону або запровадити санкції проти провідних грузинських політиків через ухвалення скандального закону. 6 червня 2024 року США ввели ці обмеження проти чиновників із Грузії, це сталося після остаточного ухвалення закону. Керівна проросійська партія Грузії звинуватила США в погрозах і шантажі.
Також США відклали заплановані на кінець липня 2024 року навчання NOBLE PARTNER, які мали пройти разом з Грузією.

### Литва
Міністр МЗС Литви Габріелюс Ландсбергіс заявив, що закон зупинить рух країни до НАТО і ЄС.

### Велика Британія
Міністр у справах Європи Нусрат Гані заявила, що Британія виступає проти закону і залякування протестувальників.

### ЄС
7 травня 2024 року понад 30 депутатів Європарламенту написали листа главі дипломатії ЄС Жозепу Боррелю з вимогою призупинити статус кандидата для Грузії. 28 травня стало відомо, що ЄС почав підготовку відповіді на остаточне ухвалення скандального закону. Через прийняття закону, процес інтеграції Грузії до Євросоюзу було практично припинено.